# Rhachocnemis validus
Rhachocnemis validus är en insektsart som först beskrevs av Scudder, S.H. 1894.  Rhachocnemis validus ingår i släktet Rhachocnemis och familjen grottvårtbitare. Inga underarter finns listade i Catalogue of Life.